# Ferdinand Ferdinandovics Krisch
Ferdinand Ferdinandovics Krisch (oroszul: Фердинанд Фердинандович Криш; 1878–1948) szovjet hegedűművész, karmester, zenekarvezető, zeneszerző.
Az 1930-as és 40-es években a szovjet központi rádió koncertzenekarának vezetője volt. Az együttes egyaránt játszott szimfonikus- és népszerű könnyű- (esztrád-) zenét.
Krisch egy világrangú vonósnégyesnek is tagja volt (Lenin kvartett: Lev Cejtlin, Ferdinand Krisch, Grigorij Pjatyigorszkij, Abram Iljics Jampolszkij).
A „nagy honvédő háború” idején Novoszibirszkbe evakuálták, ott egy kultúrházban játszott. A háború után visszatért Moszkvába, ahol hamarosan meghalt.
A maga korában 78-as fordulatú lemezei jelentek meg, majd ezeket a felvételeket újra kiadták a 60-as években immár ú.n. mikrobarázdán.
Krisch maga is szép számmal írt népszerű darabokat.
A muzsikust ma már keveset emlegetik, miközben felvételeit rendre előveszik orosz retró rádióműsorokban, és CD lemezeken is megjelentek.